# Jost van Dockum
Jost van Dockum, född 30 april 1753 i Kongens Lyngby, död 10 december 1834 i Köpenhamn, var en dansk sjöofficer, son till Martin van Dockum och far till Carl Edvard van Dockum.
van Dockum, som avslutade sin bana som viceamiral, utmärkte sig på Schelde 1809–13 som chef på ett av de franska linjeskepp, som bemannats med danskar.